# Nicolás Terol

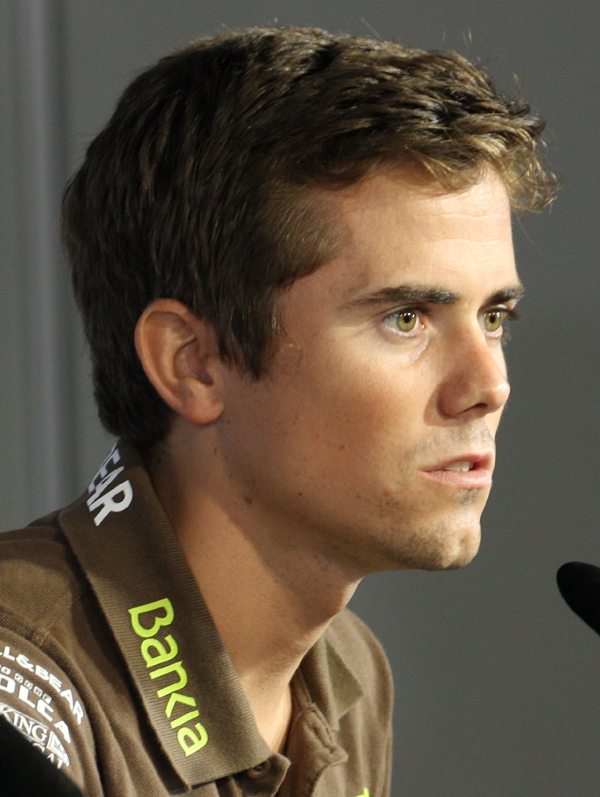
Nicolás Terol in 2011

Nicolás Terol Peidro (Alcoi, 27 september 1988) is een Spaans motorcoureur. Hij werd op zijn Aprilia in 2011 de laatste wereldkampioen wegrace in de 125cc-klasse. Vanaf het seizoen 2012 rijdt hij in de Moto2-klasse.

## Loopbaan
Nicolás Terol begon zijn carrière in 1999 op pocketbikes, in 2002 werd hij vice-kampioen in de Spaanse Formula-Bancaja-serie. Het jaar daarop legde hij de hand op de 16e plaats in het algemeen klassement van de 125cc-klasse in het Spaans kampioenschap wegrace. 2004 sloot hij op de vierde plaats af. In het wereldkampioenschap wegrace 2004 maakte hij op een Aprilia (motorfietsmerk)Aprilia zijn debuut als vervanger van Mike Di Meglio bij de Grand Prix-wegrace van Valencia.

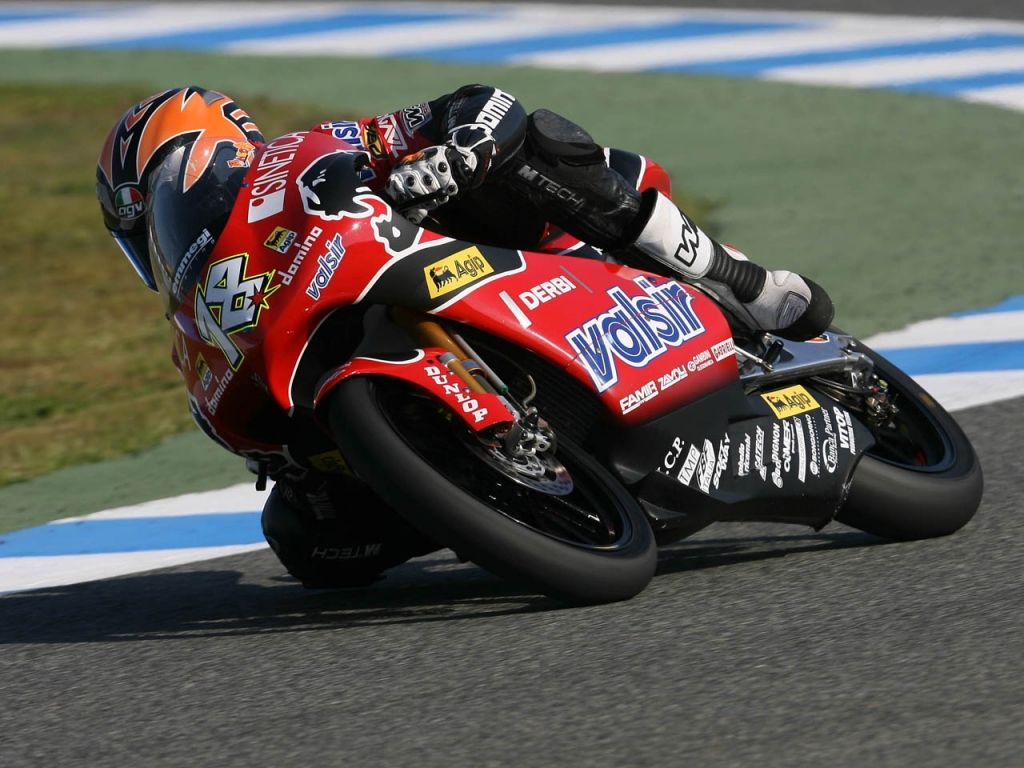
Terol 2007 auf Valsir-Seedorf-Derbi

In het seizoen 2005 reed Terol, voor Caja Madrid – Derbi Racing op een Derbi, voor het eerst als vaste coureur in het 125 cc wereldkampioenschap. De Spanjaard behaalde echter slechts één WK-punt en werd 35e in het eindklassement. Het jaar erop, in 2006, steeg Terol in de tweede seizoenshelft door zijn constante plaatseringen in de WK-punten op naar de 14e plaats in het kampioenschap. In 2007, zijn derde op Derbi, vormde Nicolás Terol samen met de Tsjech Lukáš Pešek het coureursduo van het Valsir-Seedorf-Derbi-Team, het door de Nederlandse voetballer Clarence Seedorf ondersteunde team. Het lukte Terol echter niet meer constant in de punten te rijden en werd met 19 punten 22e in de eindrangschikking.
In 2008 kwam Terol uit voor het Jack & Jones WRB-team en vormde samen met de Italiaan Simone Corsi het rijdersduo op Aprilia. Zijn eerste podiumplek behaalde hij tijdens de GP van Spanje. Hij werd tweede achter teamgenoot Corsi. Tijdens de race op Indianapolis behaalde hij zijn eerste overwinning. Met 176 punten werd Terol vijfde in de eindrangschikking. In 2009 kwam Terol uit voor hetzelfde team, won de Grand Prix van Tsjechië en werd in het algemeen klassement derde.

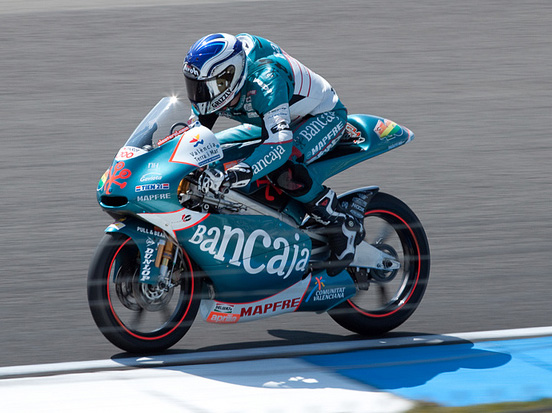
Terol 2010 in Assen

In 2010 kwam Nicolás Terol uit voor het Aspar Team van viervoudig wereldkampioen Jorge Martínez, dat het jaar ervoor met Julián Simón de titel had gewonnen. De Spanjaard won op Aprilia de eerste Grand Prix en daarnaast ook in Tsjechië en Indianapolis. Uiteindelijk werd Terol tweede in het klassement. 2011 was het laatste jaar dat er in de 125cc-klasse werd gereden en Terol domineerde dit seizoen door acht Grand Prix overwinningen te behalen. Terol werd daarmee met 302 punten de laatste wereldkampioen 125 cc, de klasse die in het seizoen 2012 overging in de nieuwe Moto3-klasse.
Terol maakte in het seizoen 2012 de overstap naar de Moto2-klasse. 

## Statistieken
(Stand: Seizoenseinde 2011)
| Seizoen | Klasse | Motor   | Races | Overw. | Podium | Poles | Ptn    | Pos |
| ------- | ------ | ------- | ----- | ------ | ------ | ----- | ------ | --- |
| 2004    | 125 cc | Aprilia | 1     | –      | –      | –     | –      | –   |
| 2005    | 125 cc | Derbi   | 13    | –      | –      | –     | 1      | 36e |
| 2006    | 125 cc | Derbi   | 16    | –      | –      | –     | 53     | 14e |
| 2007    | 125 cc | Derbi   | 17    | –      | –      | –     | 19     | 22e |
| 2008    | 125 cc | Aprilia | 17    | 1      | 5      | –     | 176    | 5e  |
| 2009    | 125 cc | Aprilia | 16    | 1      | 4      | –     | 179,5  | 3e  |
| 2010    | 125 cc | Aprilia | 16    | 3      | 14     | 1     | 296    | 2e  |
| 2011    | 125 cc | Aprilia | 16    | 8      | 11     | 7     | 302    | 1e  |
| 2012    | Moto2  | Suter   | 17    | –      | 1      | –     | 36     | 18e |
| Totaal  | Totaal | Totaal  | 129   | 13     | 35     | 8     | 1062,5 |     |